# Янівські чаплі (заказник)
Я́нівські ча́плі — орнітологічний заказник місцевого значення в Україні. Розташований у межах Яворівського району Львівської області, неподалік від східної околиці смт Івано-Франкове.
Площа 16 га. Статус надано в 1995 році. Перебуває у віданні Страдчівського навчально-виробничого лісокомбінату (Страдчівське лісництво, кв. 49).
Заказник створений з метою охорони колонії сірих чапель у дубовому деревостані. Заказник розташований у межах природного заповідника «Розточчя», неподалік від Музею природи Розточчя.

## Світлини

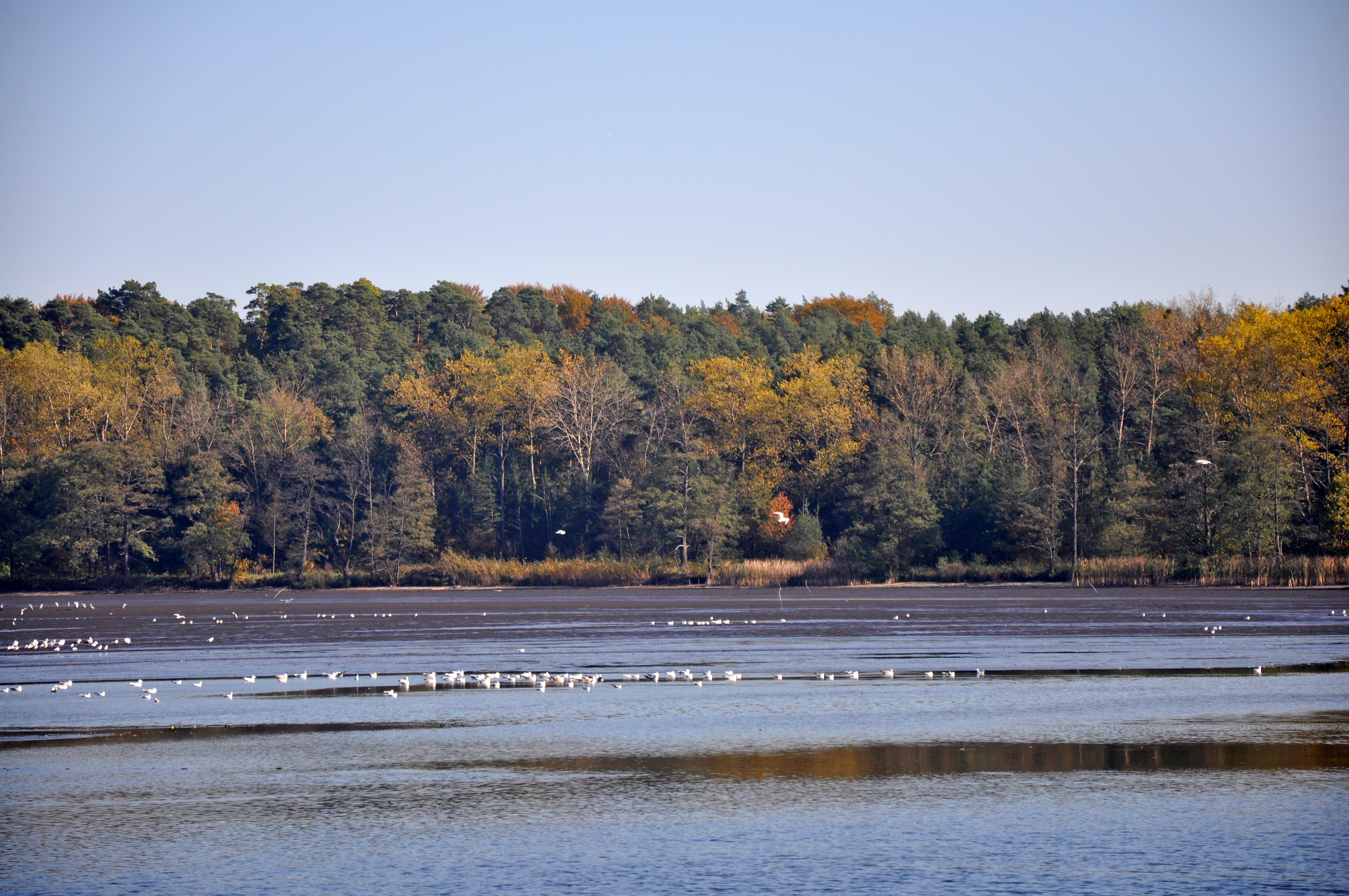
Краєвид на заказник
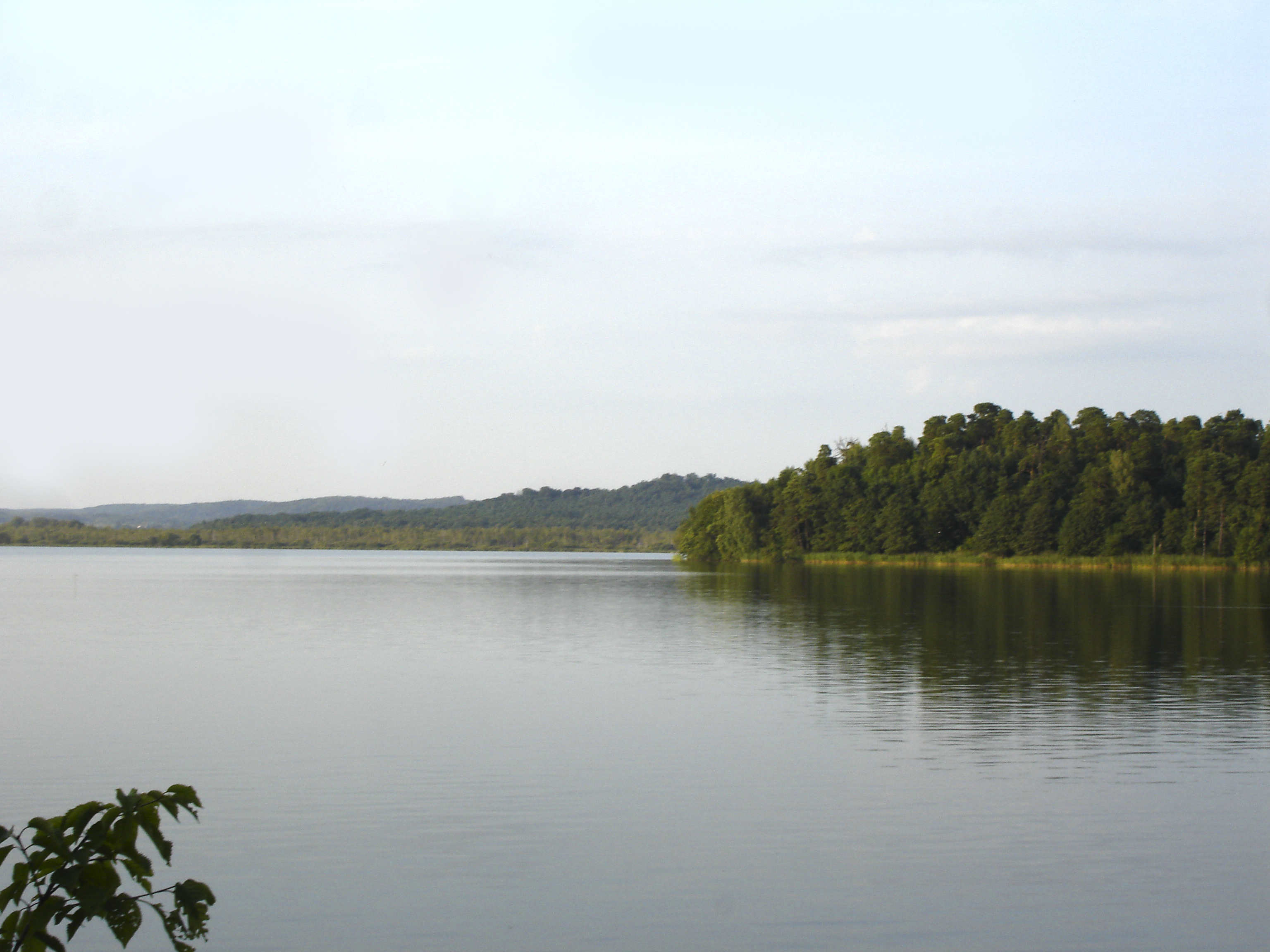
Краєвид на заказник